# Helmiopsiella
Helmiopsiella é um género botânico pertencente à família Malvaceae.

## Espécies seleccionadas
- Helmiopsiella ctenostegia
- Helmiopsiella leandrii
- Helmiopsiella madagascariensis
- Helmiopsiella poissonii

1. ↑  «Helmiopsiella — World Flora Online». www.worldfloraonline.org. Consultado em 19 de agosto de 2020